# Vänsterpartiets partistyrelse
Vänsterpartiets partistyrelse är Vänsterpartiets näst högsta beslutande organ efter partikongressen och fungerar som partiets styrelse.

## Lista över Vänsterpartiets partistyrelse

### 2020–2022
Presidium
Ledamöter

- Nooshi Dadgostar
- Marta Aguirre
- Ulla Andersson
- Pål Brunnström
- Deniz Butros
- Johanna Eliasson
- Nicklas Ellehammar Lundström
- Ali Esbati
- Aron Etzler
- Maria Forsberg
- Kajsa Fredholm
- Ida Gabrielsson
- Hanna Gedin
- Samuel Gonzalez
- Carolina Gustafsson
- Elin Hoffner
- Hannah Klang
- Christian Larsson
- Madeleine Nyvall
- Karin Rågsjö
- Patrik Strand
- Mia Sydow Mölleby
- Linn Wegemo

Suppleanter

- Lisa Claesson
- Ciczie Weidby
- Saga Carlgren
- Ilyas Hassan
- Kerstin Joelsson-Wallsby
- Agneta Hansson
- Charliene Kieffer Goude
- Sofia Södergren Poikulainen
- Jonas Karlsson
- Emma Dominguez

### 2022–2024
Presidium
Ledamöter

- Marta Aguirre
- Pål Brunnström
- Saga Carlgren
- Lisa Claesson
- Lorena Delgado Varas
- Ali Esbati
- Aron Etzler
- Maria Forsberg
- Kajsa Fredholm
- Ida Gabrielsson
- Hanna Gedin
- Samuel Gonzales
- Carolina Gustafsson
- Tony Haddou
- Agneta Hansson
- Ilyas Hassan
- Elin Hoffner
- Gertrud Ingelman
- Hannah Klang
- Patrik Strand
- Linn Wegemo
- Ciczie Weidby

Suppleanter

- Samuel Skånberg
- Christian Larsson
- Charliene Kiffer Goude
- Nina Berggård
- Robert Armblad
- Kerstin Joelsson-Wallsby
- Momodou Malcolm Jallow
- Sofia Södergren Poikulainen
- Yekbun Alp
- Nicklas Ellehammar Lundström